# Karolina Kozak
Karolina Maria Kozak, conosciuta anche come Karola (Varsavia, 1º febbraio 1977), è una cantante, conduttrice televisiva e conduttrice radiofonica polacca.

## Biografia
Dal 2001 al 2005 Karolina Kozak ha lavorato come presentatrice per MTV Polska, parallelamente al suo progetto musicale come cantante del gruppo dr.no, in cui è entrata nel 2002 e con cui, due anni dopo, ha pubblicato un album.
Nel 2007 ha avviato la sua carriera da solista con l'album di debutto Tak zwyczajny dzień, che ha raggiunto la 6ª posizione della classifica polacca e che le ha fruttato una candidatura all'edizione del 2008 degli Eska Music Awards per l'artista dell'anno. Il suo secondo album, Homemade, è uscito nel 2012 e si è piazzato al 29º posto in classifica.
Fino al dicembre del 2011 ha presentato il programma radiofonico Bez etykiety sulla stazione Polskie Radio Program III. Dal 2012 al 2014 è andata in onda su Radio PiN con il programma musicale Fonobłyski.
Oltre alle sue stesse canzoni, Karolina Kozak ha scritto musica e testi anche per altri artisti, fra cui Monika Brodka, Edyta Górniak, Dawid Podsiadło e Novika, oltre alla colonna sonora del film del 2009 Miłość na wybiegu.

## Discografia

### Album in studio
- 2007 – Tak zwyczajny dzień
- 2012 – Homemade

### Singoli
- 2007 – Razem zestarzejmy się
- 2007 – Kłam, proszę kłam
- 2008 – Bye, Bye
- 2009 – Miłość na wybiegu
- 2012 – Mimochodem
- 2012 – Bez pytania
- 2012 – I tak bez końca